# Ardonea tenebrosa
Ardonea tenebrosa là một loài bướm đêm thuộc phân họ Arctiinae, họ Erebidae.